# 53 Eridani
53 Eridani è una stella situata nella costellazione dell'Eridano. La sua magnitudine apparente è +3,85 e dista 110 anni luce dal sistema solare.
Si tratta di una stella binaria visuale, ove la stella principale del sistema, una gigante arancione di classe spettrale K1III, è accompagnata da una più debole componente di settima magnitudine, distanziata visualmente in cielo di 1,1 secondi d'arco, e che ruota attorno alla principale in 77,4 anni.
Le due componenti di 53 Eridani sono denominate come 53 Eridani A (la principale) e 53 Eridani B (la compagna).
53 Eridani è talvolta chiamata col nome proprio Sceptrum poiché, in passato, faceva parte della costellazione dello Scettro di Brandeburgo, ormai obsoleta.